# Serhi Chykanov
Serhi Olexandrovych Chykanov –en ucraniano, Сергій Олександрович Чиканов– (Kiev, URSS, 3 de noviembre de 1979) es un deportista ucraniano que compitió en remo.
Ganó tres medallas en el Campeonato Europeo de Remo entre los años 2009 y 2011. Participó en los Juegos Olímpicos de Londres 2012, ocupando el octavo lugar en la prueba de ocho con timonel.

## Palmarés internacional
| Campeonato Europeo | Campeonato Europeo          | Campeonato Europeo | Campeonato Europeo |
| Año                | Lugar                       | Medalla            | Prueba             |
| ------------------ | --------------------------- | ------------------ | ------------------ |
| 2009               | Brest (Bielorrusia)         | Medalla de plata   | Ocho con timonel   |
| 2010               | Montemor-o-Velho (Portugal) | Medalla de bronce  | Ocho con timonel   |
| 2011               | Plovdiv (Bulgaria)          | Medalla de bronce  | Ocho con timonel   |